# 智利舌珍魚
智利舌珍魚，為輻鰭魚綱水珍魚目水珍魚科的其中一種，為深海魚類，分布於東南太平洋智利海域，深度330公尺，體長可達19.5公分，棲息在底層水域，生活習性不明。

## 扩展阅读
維基物種上的相關：智利舌珍魚